# Almoravidi
Almoravidi so bili muslimanska berberska vladarska rodbina, ki je obstajala med letoma 1056 in 1147. Leta 1062 je ustanovila mesto Marakeš v današnjem Maroku ter razširila ozemlje do Alžirije. Na povabilo španskih muslimanov so odšli v Španijo, leta 1086 premagali tamkajšnje kristjane in okoli leta 1110 zavladali skoraj celotnemu Iberskemu polotoku. Do leta 1147 so jih, najprej iz severne Afrike, potem pa še iz Španije, izrinili Almohadi.
Izjemo predstavlja ena od almoravidskih rodbin, ki je do leta 1203 vladala otočni Majorki. 

## Začetki
Lamtuna je bilo eno najmočnejših plemen Sahare med reko Draa in reko Senegal. Izhajajo iz južnega Maroka. Kasneje so se razširili do reke Niger, kjer so ustanovili mesto Audagost. Islamizirani so bili v 7. stoletju, vendar niso bili močno privrženi islamu, zato večina ni sledila tradicijam šeriata.

## Vpliv ortodoksnega islama in začetek militarizacije
Okoli leta 1040 je eden od poglavarjev plemena, Jaja ibn Ibrahim, šel na romanje v Meko. Na poti domov se je ustavil v Tunisu v eni džamiji. Verski učitelji v tej mošeji so ga prepričali, da njegovo pleme zelo slabo pozna vero in izvaja verske zakone. Teologi iz Tunisa so mu svetovali, naj nekaj stori. Dali so mu v pomoč enega misijonarja Abdulaha ibn Jasina, zastopnika ene od sunitskih šol islama. Misijonar je že prej poskušal versko poučiti pleme Lamtuna, vendar ni imel uspeha.
Tokrat je imel s pomočjo enega od vodij plemena Jaja ibn Ibrahima podporo, ki mu je prej manjkala. Iz Sahare je začel širiti svoj nauk in vpliv na celotno pleme. Ibn Jasin je uvedel pokorniško bičanje kot proces očiščenja. Vzpostavil je disciplino in kazni za vsako kršitev zakona. Kaznovani so bili celo vodje. To je Almoravide spravilo v red. Prvi vojaški vodja Jaja ibn Ibrahim je vzpostavil dobro vojaško organizacijo. Glavna sila je bila pehota, oborožena z dolgimi kopji v prvih vrstah in s krajšimi v zadnjih vrstah. Pehota se je gibala v bojnem redu falange, podpirali pa so jo na krilih konjeniki ali jezdeci kamel.

## Vojaški uspehi
Od leta 1053 so Almoravidi začeli širiti svojo religiozno pot na berberska območja in na puščavo ter na Afričane na območjih južno od Sahare. Na islam so spreobrnili državo Takrur (nahaja se v današnjem Senegalu). Po zmagi nad barbarskim plemenom Sanhadža so zelo hitro prevzeli nadzor nad vsemi trgovskimi potmi v puščavi. Sidžilmaso na severu so zavzeli leta 1054, Audagost na jugu pa leta 1055. Jaja ibn Ibrahim je bil ubit v boju leta 1056.
Abdulah ibn Jasin je imel ogromno moč in vpliv kot vrhovni verski učitelj. Za novega vodjo je imenoval Abu Bakra ibn Umarja, brata ubitega vodje. Pod njegovim vodstvom so Almoravidi širili svoje ozemlje tudi izven puščave. Podredili so plemena gorovja Atlas. V osrednjem Maroku so se spopadli z enim plemenom Barguta, ki je sledilo heretičnim naukom. Barguti so nudili močan odpor. Ibn Jasin je padel v bojih proti njim. Abu Bakr ibn Umar je na koncu uspel podrediti heretično pleme, vdovo ubitega vodje podrejenega plemena pa je vzel za ženo.
Abu Bakr ibn Umar je leta 1061 delil oblast s svojim bratrancem Jusufom ibn Tašfinom, ki ga je imenoval za namestnika. Zase je obdržal nalogo nadzora in zatiranja upora proti Almoravidom v puščavi. Ko je opravil nalogo v puščavi in se vrnil, da bi popolnoma prevzel oblast, se je znašel v situaciji, ko je njegov bratranec postal preveč močan in ni mogel popolnoma vrniti oblasti v svoje roke. Vrnil se je v Saharo, kjer je bil leta 1087 ubit z zastrupljeno puščico.
Jusuf ibn Tašfin je podredil Maroko, Zahodno Saharo in Mavretanijo. Leta 1062 je ustanovil mesto Marakeš. Kraljevino Tlemsen v Alžiriji je osvojil leta 1080 in ustanovil mesto Alžir. Na vzhodu je razširil oblast do Orana.

## Gana
Almoravidi so leta 1075 napovedali vojno cesarstvu Gana. Po arabskih izročilih je v tej vojni Gana finančno trpela, tako da je do leta 1100 prenehala biti komercialna in vojaška sila. Razpadla je v niz plemenskih skupin. Nekatere skupine so asimilirali Almoravidi, druge skupine pa so ustanovile Malijsko cesarstvo. Po drugih interpretacijah je vpliv Almoravidov postopoma naraščal, vendar ni bilo vojaškega prevzema. Almoravidi so okrepili vpliv s porokami s plemstvom v Gani.

## Iberski polotok
Muslimanski voditelji Al Andaluza so leta 1086 poklicali Almoravide, da bi jih branili pred Alfonsom VI. Kastiljskim in Leonskim. Almoravidi so krščanski vojski zadali hud poraz. Potem so bili Almoravidi zaradi težav v Afriki nekaj časa pasivni na Pirenejskem polotoku.
Leta 1090 so se vrnili z namenom, da bi zavladali Al Andaluzu namesto muslimanskih voditeljev. Prebivalstvo Al Andaluza je bilo večinoma proti dotedanjim razsipnim vladarjem zaradi prevelikih davkov. Po drugi strani so bili tudi muslimanski verski voditelji in drugi največji muslimanski avtoriteti v Perziji in Egiptu proti voditeljem Al Andaluza. Menili so, da jim ni mar za vero, zato so izdali fatvo (versko odločitev), da ima vodja Almoravidov Jusuf ibn Tašfin moralno in versko pravico, da strmoglavi vladarje Al Andaluza, ki so pogosto iskali pomoč pri kristjanih in so prevzeli krščanske običaje.
Do leta 1094 so Almoravidi zavladali Al Andaluzu. Almoravidi od kristjanov niso osvojili veliko ozemelj, razen Valencije. Vendar so združili muslimane na Iberskem polotoku in zaustavili rekonkvisto.

## Poveljnik muslimanov
Po prijateljskem dopisovanju s kalifom v Bagdadu, ki ga je priznal za Poveljnika pravovernih, je Jusuf ibn Tašfin leta 1097 imel naziv Poveljnik muslimanov. Umrl je leta 1106, domnevno v stotem letu starosti. Almoravidi so bili takrat na vrhuncu moči. Mavrsko cesarstvo je takrat vključevalo tudi Balearske otoke.

## Nazadovanje
Jusufov sin, Ali ibn Jusuf, je leta 1109 osvojil Sintro in Santarem. Ponovno je izvedel invazijo leta 1119 in 1121. Vendar se je razmerje moči preobrnilo. S pomočjo Francozov je Aragonija uspela vrniti Zaragozo. Alfonz VII. Kastiljski in Leonski je leta 1138 premagal Alija ibn Jusufa. Alfonz I. Portugalski ga je premagal leta 1139, Portugalci pa so leta 1147 zavzeli tudi Lizbono.
Almoravidi so imeli sovražnike v Almohadih. Ali ibn Jusuf se je samo molil in klanjal, medtem ko se mu je cesarstvo razpadalo zaradi napadov kristjanov in Almohadov. Ko je Ali ibn Jusuf umrl leta 1142, je njegov sin izgubljal ozemlja pred napadi Almohadov. Sin je umrl leta 1146 po porazu pri Oranu.
Naslednja dva naslednika sta bila poveljnika samo po imenu. Almohadi so zavzeli Marakeš leta 1147, kar je pomenilo padec dinastije. Almoravidi so še vedno vladali na delih ozemlja, kot so Baleari ali Tunizija.

## Seznam vladarjev
Plemenski voditelji Sanhaja, ki priznavajo duhovno avtoriteto Abdalaha ibn Jasina (umrl 1058 ali 1059)):
- Jahja ibn Umar al-Lamtuni (umrl 1055 or 1056)[15]
- Abu Bakr ibn Umar (umrl 1087)[15]

Kasnejši vladarji:
- Jusuf ibn Tašfin (1061–1106,[16][17] sprva kot Abu Bakrov namestnik na severu)
  - Ibrahim ibn Abu Bakr (vladar Sijilmasa, 1070–1075)
- Ali ibn Jusuf (1106–1143)[18][19][20]
- Tašfin ibn Ali (1143–1145)[21][22]
- Ibrahim ibn Tašfin (1145,[23] hitro odstavljen)
- Ishak ibn Ali (1145–1147)